# لیزا بایلیس
لیزا بایلیس (انگلیسی: Lisa Bayliss؛ زادهٔ ۲۷ نوامبر ۱۹۶۶) بازیکن هاکی روی چمن اهل بریتانیا است.